# Silver Lake Provincial Park
Silver Lake Provincial Park är en park i Kanada.   Den ligger i provinsen Ontario, i den sydöstra delen av landet, 90 km sydväst om huvudstaden Ottawa. Silver Lake Provincial Park ligger 176 meter över havet.
Terrängen runt Silver Lake Provincial Park är huvudsakligen platt. Silver Lake Provincial Park ligger nere i en dal. Runt Silver Lake Provincial Park är det mycket glesbefolkat, med 4 invånare per kvadratkilometer.. 
I omgivningarna runt Silver Lake Provincial Park växer i huvudsak blandskog.